# فريديريك باربييه
فريديريك باربييه (بالفرنسية: Frédéric Barbier) هو سياسي فرنسي، ولد في 30 أغسطس 1960 في فرنسا. حزبياً، نشط في الحزب الاشتراكي.

## مناصب
- انتخب member of the departmental council  [لغات أخرى]‏ Departmental Council of Doubs [الإنجليزية]‏ عن دائرة Canton of Valentigney [الإنجليزية]‏ (29 مارس 2015 – ).
- انتخب عضو المجلس العام  [لغات أخرى]‏ Departmental Council of Doubs [الإنجليزية]‏ عن دائرة canton of Pont-de-Roide  [لغات أخرى]‏ (27 مارس 2011 – 29 مارس 2015).
- انتخب نائب فرنسي عن دائرة Doubs's 4th constituency [الإنجليزية]‏ وقد انضم خلال فترته النيابية [الإنجليزية]‏ (21 يونيو 2017 – ) للكتلة البرلمانية تكتل الجمهورية على الدرب [الإنجليزية]‏.
- انتخب نائب فرنسي عن دائرة Doubs's 4th constituency [الإنجليزية]‏ خلال فترته النيابية (9 فبراير 2015 – 20 يونيو 2017).
- انتخب نائب فرنسي عن دائرة Doubs's 4th constituency [الإنجليزية]‏ خلال فترته النيابية (22 يوليو 2012 – 2 مايو 2014).